# Теорема Гюйгенса — Штейнера

Иллюстрация теоремы для момента площади

Теоре́ма Гю́йгенса — Ште́йнера (теорема Гюйгенса, теорема Штейнера): момент инерции {\displaystyle J} тела  относительно произвольной неподвижной оси равен сумме момента инерции этого тела {\displaystyle J_{C}} относительно параллельной ей оси, проходящей через центр масс тела, и произведения массы тела {\displaystyle m} на квадрат расстояния {\displaystyle d} между осями:
{\displaystyle J=J_{C}+md^{2}}.
Теорема названа по имени швейцарского математика Якоба Штейнера и голландского математика, физика и астронома Христиана Гюйгенса.

## Вывод
Будем рассматривать абсолютно твёрдое тело, образованное совокупностью материальных точек.
По определению момента инерции для {\displaystyle J_{C}} и {\displaystyle J}  можно записать
{\displaystyle J_{C}=\sum _{i=1}^{n}m_{i}(\mathbf {r} _{i})^{2},}
{\displaystyle J=\sum _{i=1}^{n}m_{i}(\mathbf {r} '_{i})^{2},}
где {\displaystyle \mathbf {r} } — радиус-вектор точки тела в системе координат с началом, расположенным в центре масс, а {\displaystyle \mathbf {r} '} — радиус-вектор точки в новой системе координат, через начало которой проходит новая ось.
Радиус-вектор {\displaystyle \mathbf {r'} _{i}} можно расписать как сумму двух векторов:
{\displaystyle \mathbf {r} '_{i}=\mathbf {r} _{i}+\mathbf {d} ,}
где {\displaystyle \mathbf {d} } — радиус-вектор расстояния между старой (проходящей через центр масс) и новой осями вращения.
Тогда выражение для момента инерции примет вид
{\displaystyle J=\sum _{i=1}^{n}m_{i}(\mathbf {r} _{i})^{2}+2\sum _{i=1}^{n}m_{i}\mathbf {r} _{i}\mathbf {d} +\sum _{i=1}^{n}m_{i}(\mathbf {d} )^{2}.}
Вынося {\displaystyle \mathbf {d} } за сумму, получим
{\displaystyle J=\sum _{i=1}^{n}m_{i}(\mathbf {r} _{i})^{2}+2\mathbf {d} \sum _{i=1}^{n}m_{i}\mathbf {r} _{i}+d^{2}\sum _{i=1}^{n}m_{i}.}
По определению центра масс, для его радиус-вектора {\displaystyle \mathbf {r} _{c}} выполняется
{\displaystyle \mathbf {r} _{c}={\frac {\sum \limits _{i}m_{i}\mathbf {r} _{i}}{\sum \limits _{i}m_{i}}}.}
Поскольку в системе координат с началом, расположенным в центре масс, радиус-вектор центра масс равен нулю, то равна нулю и сумма {\displaystyle \sum _{i=1}^{n}m_{i}\mathbf {r} _{i}}.
Тогда
{\displaystyle J=\sum _{i=1}^{n}m_{i}(\mathbf {r} _{i})^{2}+d^{2}\sum _{i=1}^{n}m_{i},}
откуда и следует искомая формула:
{\displaystyle J=J_{C}+md^{2},}
где {\displaystyle J_{C}} — известный момент инерции относительно оси, проходящей через центр масс тела.
Если тело состоит не из материальных точек, а образовано непрерывно распределённой массой, то во всех приведённых выше формулах суммирование заменяется интегрированием. Ход рассуждения при этом остаётся прежним.
Следствие. Из полученной формулы очевидно, что {\displaystyle J\geq J_{C}}. Поэтому можно утверждать: момент инерции тела относительно оси, проходящей через центр масс тела, является наименьшим среди всех моментов инерции тела относительно осей, имеющих данное направление.

## Пример
Момент инерции стержня относительно оси, проходящей через его центр и  перпендикулярной стержню (назовём её осью {\displaystyle C}) равен
{\displaystyle J_{C}={\frac {mL^{2}}{12}}.}
Тогда, согласно теореме Штейнера, его момент относительно произвольной параллельной оси будет равен
{\displaystyle J=J_{C}+md^{2},}
где {\displaystyle d} — расстояние между этой осью и осью {\displaystyle C}. В частности, момент инерции стержня относительно оси, проходящей через его конец и перпендикулярной стержню, можно найти, положив в последней формуле {\displaystyle d=L/2}:
{\displaystyle J=J_{C}+m\left({\frac {L}{2}}\right)^{2}={\frac {mL^{2}}{12}}+{\frac {mL^{2}}{4}}={\frac {mL^{2}}{3}}.}

## Пересчёт тензора инерции
Теорема Гюйгенса — Штейнера допускает обобщение на тензор момента инерции, что позволяет получать тензор {\displaystyle {\hat {J}}_{ij}} относительно произвольной точки из тензора {\displaystyle {\hat {I}}_{ij}} относительно центра масс. Пусть {\displaystyle \mathbf {a} } — смещение от центра масс, тогда
{\displaystyle {\hat {J}}_{ij}={\hat {I}}_{ij}+m(a^{2}\delta _{ij}-a_{i}a_{j}),}
где
{\displaystyle \mathbf {a} =(a_{1},a_{2},a_{3})} — вектор смещения от центра масс, а {\displaystyle \delta _{ij}} — символ Кронекера.
Как видно, для диагональных элементов тензора (при {\displaystyle i=j}) формула имеет вид теоремы Гюйгенса — Штейнера для момента относительно новой оси.